# Premi Internacional de Jugadors
El Premi Internacional de Jugadors (International Gamers Awards, IGAs) és un premi de jocs de taula d'estratègia i jocs de simulacre històric.
Segons la seva pàgina web, l'IGAs va ser creat per a reconèixer dissenyadors de jocs i jugadors excepcionals, així com les empreses que els publiquen. Els premis són d'abast veritablement internacional, amb membres de comitè que representen països d'arreu del món. Per això, som del convenciment que aquests premis veritablement seleccionaran el ‘millor del millor' i seran respectats no només pels "experts", sinó pel gran públic en general. Esperem que això portarà a una major exposició publica d'aquests jocs meravellosos a més i més gent i ajudarà a estendre'ls a una escala global.
| Any  | Millor jugador múltiple de jocs d'estratègia | Millor jugadors dobles d'estratègia         | Millor Joc de simulacre històric | Solo                |  |
| 2023 | Revive                                       | Oranienburger Kanal                         |                                  | Earth               |  |
| 2022 | Carnegie                                     | Ark Nova                                    |                                  | Cascadia            |  |
| 2021 | Ruïnes Perdudes d'Arnak                      | La meva Ciutat                              |                                  | Under Falling Skies |  |
| 2020 | Barrage                                      | Desconegut                                  |                                  |                     |  |
| 2019 | Arrel                                        | Lincoln                                     |                                  |                     |  |
| 2018 | Rajas Del Ganges                             | Codenames: Duet                             |                                  |                     |  |
| 2017 | Gran Camí Occidental                         | Arkham Horror: El Joc de Targeta            |                                  |                     |  |
| 2016 | Mombasa                                      | 7 Duel de Meravelles                        |                                  |                     |  |
| 2015 | Els Viatges de Marco Polo                    | Wir sind das Volk                           |                                  |                     |  |
| 2014 | Ferrocarrils russos                          | Llimes                                      |                                  |                     |  |
| 2013 | Terra Mystica                                | Le Havre: El Inland Port                    |                                  |                     |  |
| 2012 | Trajan                                       | Agricola: Totes les Criatures Grans i Petit |                                  |                     |  |
| 2011 | 7 wonders                                    | Uns quants Acres de Snow                    |                                  |                     |  |
| 2010 | Edat d'Indústria                             | Director de campanya 2008                   |                                  |                     |  |
| 2009 | Le Havre                                     | Dia &amp; Nit                               |                                  |                     |  |
| 2008 | Agricola                                     | 1960: El Fent del President                 | Asia Engulfed                    |                     |  |
| 2007 | A través de les Edats                        | Jack                                        | Una Victòria va Perdre           |                     |  |
| 2006 | Caylus                                       | Twilight Lluita                             | Twilight Lluita                  |                     |  |
| 2005 | Ticket to Ride                               | Guerra de l'Anell                           | Espasa de Roma                   |                     |  |
| 2004 | Sant Petersburg                              | Memoir '44                                  | Pany i Càrrega                   |                     |  |
| 2003 | Edat de Vapor i Puerto Rico (co-guanyadors)  | Senyor dels Anells: The Confrontation       | Martell del Scots                |                     |  |
| 2002 | San Marco                                    | DVONN                                       | Wilderness Guerra                |                     |  |
| 2001 | Els Prínceps de Florència                    | Crit de batalla                             | Passeig damunt París             |                     |  |
| 2000 | Tikal                                        | Lost Cities                                 | Camins de Glòria                 |                     |  |